# Andy Pandy
Andy Pandy – serial dla dzieci produkcji brytyjskiej, nadawany przez BBC początkowo w formie teatrzyków kukiełkowych, a następnie filmów animowanych poklatkowo.
W Polsce serial ten pokazywany był od 8 września 2005 roku w Wieczorynce w TVP1, a w latach 2006-2015 na Kanale MiniMini+, lub w latach 2010-2012 także na CBeebies.

## Opis serialu

### 1950
Andy Pandy to marionetka mieszkająca w koszu piknikowym. W każdym 15-sto minutowym odcinku bawił się razem z misiem zwanym Teddy. W serialu występowała również lalka Looby Loo, która ożywała, kiedy Andy'ego i Teddy'ego nie było w pobliżu.
W 1950 roku na antenie BBC w Wielkiej Brytanii odbyła się premiera pierwszej odsłony serialu. Miał on formę teatrzyków kukiełkowych tworzonych z wykorzystaniem marionetek. Początkowo wszystkie 26 teatrzyków nadano na żywo, jednak w 1952 roku wszystkie zostały nagrane na taśmy filmowe, aby umożliwić emisję ich powtórek. Narratorką była Maria Bird.

### 1970
W 1970 roku dokręcono 13 kolejnych odcinków serialu, tym razem w kolorze. Narratorką była Vera McKechnie.

### 2002
W 2002 roku wyprodukowano 52-odcinkowy remake serialu. Tym razem Andy Pandy, Looby Loo i Teddy mieszkali w barwnej krainie, każdy we własnym domku. Dodano także nowych bohaterów – psa Tiffo, węża Missy Hissy, żeglarza Bilbo i kulkę Orbie. Każdy odcinek był animowany techniką poklatkową i trwał 5 minut. Narratorem w tej serii był Tom Conti. Premiera odbyła się na brytyjskiej antenie CBeebies w 2002 roku.

## Spis odcinków (2002)
| N/o            | Polski tytuł                | Angielski tytuł                    |
| -------------- | --------------------------- | ---------------------------------- |
| SERIA PIERWSZA |                             |                                    |
|                |                             |                                    |
| 01             | Zabawa w chowanego          | Hide and Seek                      |
|                |                             |                                    |
| 02             | Balon                       | The Balloon                        |
|                |                             |                                    |
| 03             | Kałuża                      | The Puddle                         |
|                |                             |                                    |
| 04             | Piknik                      | The Picnic                         |
|                |                             |                                    |
| 05             | Gość z księżyca             | Man from the Moon                  |
|                |                             |                                    |
| 06             | Orkiestra                   | Andy Pandy's Band                  |
|                |                             |                                    |
| 07             | Patyk Tiffo                 | Tiffo and His Stick                |
|                |                             |                                    |
| 08             | Ładne kwiatki               | A Lick of Paint                    |
|                |                             |                                    |
| 09             | Latające piórko             | A Flying Feather                   |
|                |                             |                                    |
| 10             | Kukiełka                    | Puppeteer Pandy                    |
|                |                             |                                    |
| 11             | Urodzinowy tort             | The Birthday Cake                  |
|                |                             |                                    |
| 12             | Po nitce do kłębka          | A String in the Tale               |
|                |                             |                                    |
| 13             | Pozytywka                   | Andy Pandy's Musical Box           |
|                |                             |                                    |
| 14             | Wiosene porządki            | The Big Spring Clean               |
|                |                             |                                    |
| 15             | Bańka                       | Bubble                             |
|                |                             |                                    |
| 16             | Latawiec                    | Teddy Get's the Wind Up            |
|                |                             |                                    |
| 17             | Głośna kolacja              | A Noisy Supper                     |
|                |                             |                                    |
| 18             | Ziemniaczane pieczątki      | Potato Prints                      |
|                |                             |                                    |
| 19             | Słoneczne okulary           | Teddy's Sunglasses                 |
|                |                             |                                    |
| 20             | Hodowla rzeżuchy            | Growing Pains                      |
|                |                             |                                    |
| 21             | Gniazdo                     | The Nest                           |
|                |                             |                                    |
| 22             | Zegar                       | The Box that Chimed                |
|                |                             |                                    |
| 23             | Plastelina                  | A Model Bear                       |
|                |                             |                                    |
| 24             | Mydlane bańki               | Hubble Bubble                      |
|                |                             |                                    |
| 25             | Dzwonek                     | Bell Ringers                       |
|                |                             |                                    |
| 26             | Obrazki misia               | Rub-a-Dub                          |
|                |                             |                                    |
| SERIA DRUGA    |                             |                                    |
|                |                             |                                    |
| 27             | Słomki do lemoniady         | Quick on the Draw                  |
|                |                             |                                    |
| 28             | Namiot                      | The Tent                           |
|                |                             |                                    |
| 29             | Czekoladowe szaleństwo      | Chocolate Eggstravaganza           |
|                |                             |                                    |
| 30             | Wielkie kichanie            | The Big Sneeze                     |
|                |                             |                                    |
| 31             | Żuk ma wielkie oczy         | Beetlemania                        |
|                |                             |                                    |
| 32             | Hałaśliwa piłka             | The Noisy Ball                     |
|                |                             |                                    |
| 33             | Kolorowy naszyjnik          | Easy Beady                         |
|                |                             |                                    |
| 34             | Znikający atrament          | Andy Pandy's Odd Ink               |
|                |                             |                                    |
| 35             | Długie łapki Teddiego       | Teddy Long Legs                    |
|                |                             |                                    |
| 36             | Trzy misie                  | Three Teddy Bears                  |
|                |                             |                                    |
| 37             | Przestraszony miś           | Scaredy Bear                       |
|                |                             |                                    |
| 38             | Gdzie jest flet?            | The Missing Whistle                |
|                |                             |                                    |
| 39             | Opowieść o dwóch łyżeczkach | A Tale of Two Spoons               |
|                |                             |                                    |
| 40             | Samochód Tiffo              | Tiffo Gets a Car                   |
|                |                             |                                    |
| 41             | Gdy zawieje wiatr           | Blowing in the Wind                |
|                |                             |                                    |
| 42             | Stara skrzynia Bilbo        | The Old Sea-Chest                  |
|                |                             |                                    |
| 43             | Rozsypane płatki            | Cereal Number                      |
|                |                             |                                    |
| 44             | Mały śpiewak                | Bird Song                          |
|                |                             |                                    |
| 45             | Wrotki                      | Get Your Skates On                 |
|                |                             |                                    |
| 46             | Nie płacz Andy              | Cheer up Andy!                     |
|                |                             |                                    |
| 47             | Zabawa Orbie                | Orbie's Game                       |
|                |                             |                                    |
| 48             | Czkawka                     | Hiccups                            |
|                |                             |                                    |
| 49             | Poszukiwacz skarbów         | Teddy's Treasure Hunt              |
|                |                             |                                    |
| 50             | Układanka Andy'ego          | A puzzle for Andy Pandy            |
|                |                             |                                    |
| 51             | Papierowe drzewa Teddiego   | Under the Spreading Newspaper Tree |
|                |                             |                                    |
| 52             | Pchli targ                  | Market Day                         |
|                |                             |                                    |